# Amphisbaena neglecta
Amphisbaena neglecta este o specie de reptile din genul Amphisbaena, familia Amphisbaenidae, ordinul Squamata, descrisă de Stephen Troyte Dunn și Piatt 1936. Conform Catalogue of Life specia Amphisbaena neglecta nu are subspecii cunoscute.